# Nojeon-en-Vexin
Nojeon-en-Vexin – miejscowość i gmina we Francji, w regionie Normandia, w departamencie Eure.
Według danych na rok 1990 gminę zamieszkiwało 205 osób, a gęstość zaludnienia wynosiła 16 osób/km² (wśród 1421 gmin Górnej Normandii Nojeon-en-Vexin plasuje się na 696 miejscu pod względem liczby ludności, natomiast pod względem powierzchni na miejscu 216).